# Teatro Valle
Teatro Valle je divadlo a bývalý operní dům v Římě. Je nejstarším provozovaným divadlem ve městě.

## Historie divadla
Divadlo postavil na objednávku římského šlechtice Camillo Capranice architekt Tommaso Morelli na nádvoří rodinného paláce v 8. římském okrese Sant'Eustachio. Bylo otevřeno 7. ledna 1727 tragédií Matilde od Simona Falconia Pratoliho. Původně bylo určeno pouze pro soukromá představení. Divadlo mělo celodřevěnou konstrukci a klasické podkovovité hlediště s pěti úrovněmi lóží. Jméno divadla pochází údajně od jména prvního režizéra Domenica Valley, ale je pravděpodobné, že jde pouze o náhodnou shodu a že divadlo bylo pojmenováno podle svého umístění v údolí.
V letech 1764–1765 provedli na divadle dílčí zlepšení architekti Giovanni Francesco Fiori a Mauro Fontana a v roce 1791 bratři Francesco a Domenico Navona. Stále však byla zachovávána původní dřevěná konstrukce. Teprve v roce 1818 byla provedena celková rekonstrukce divadla. Divadlo pod vedením architekta Giuseppe Valadiera dostalo zděnou budovu a neoklasicistní podobu. Práce byly dokončeny v roce 1822. Roku 1845 byla ještě doplněna nová fasáda podle návrhu Gaspare Serviho.

## Repertoár
Po sezóně roku 1730, která byla věnována žánru opera seria, se ve druhé polovině osmnáctého století hrála především činoherní dramata, intermezza a komické opery stylu opera buffa. Svá díla zde v premiéře uváděli skladatelé Baldassare Galuppi, Niccolò Piccinni (deset oper), Pasquale Anfossi, Antonio Sacchini, Giovanni Paisiello, Pietro Alessandro Guglielmi, Pietro Carlo Guglielmi a Domenico Cimarosa (dvanáct oper). V roce 1782 a po roce 1786 bylo jediným divadlem v Římě, které hrálo v jarní i podzimní sezóně a i během karnevalu.
Během první poloviny 19. století se z divadla stala scéna uvádějící převážně činoherní komedie a opery typu opera buffa a opera semiseria. V premiéře zde zazněly opery Gioacchina Rossiniho (Demetrio e Polibio – 1812, Torvaldo e Dorliska – 1815, La Cenerentola – 1817), Saveria Mercadante (Il geloso ravveduto – 1820), Gaetana Donizettiho (L'ajo nell'imbarazzo – 1824, Olivo e Pasquale – 1827, Il furioso all’isola di San Domingo – 1833 a Torquato Tasso – 1833), Paciniho La gioventù di Enrico, opery Luigi Ricciho a mnoha dalších méně známých skladatelů
Od poloviny 19. století se v Teatro Valle hrála pouze činohra. Mezi jinými zde mělo v roce 1921 premiéru drama Luigi Pirandella Šest postav hledá autora.

## Okupace divadla
Státní organizace Ente teatrale italiano, která se podílela na financování divadla, byla v rámci vládních úsporných opatření v roce 2010 zrušena a v červnu 2011 bylo oznámeno, že divadlo bude privatizováno. Z obavy ze ztráty umělecké nezávislosti zahájili zaměstnanci divadla, herci, hudebníci, technici i tvůrčí kolektivy okupaci divadla. V roce 2016 stále nebyla situace uspokojivě vyřešena.